# Imperio Asirio Medio
El Estado imperial Asirio Medio es el período en la historia de Asiria entre la caída del Estado imperial Antiguo Asirio en el siglo XIV a. C. y el establecimiento del Estado Imperial Neoasirio en el siglo X a. C.

## Expansión e imperio asirio, 1392-1056 aC

### Reinado de Eriba-Adad I
Por el reinado de Eriba-Adad I (1392-1366 aC) la influencia de Mitanni sobre Asiria estaba disminuyendo. Eriba-Adad I se involucró en una batalla dinástica entre Tushratta y su hermano Artatama II y después de esto su hijo Shuttarna III, que se hacía llamar rey de los Hurri mientras buscaba el apoyo de los asirios. Una facción pro-Asiria apareció en la corte real de Mitanni. Eriba-Adad había roto finalmente la influencia de Mitanni sobre Asiria y, a su vez, había hecho que Asiria tuviera influencia sobre los asuntos de Mitanni.

### Reinado de Ashur-uballit I
Ashur-uballit I (1365-1330 a. C.) sucedió al trono de Asiria en 1365 a. C., y demostró ser un gobernante feroz, ambicioso y poderoso. La presión asiria desde el sudeste y la presión hitita desde el noroeste, permitieron a Ashur-uballit I romper el poder de Mitanni. Se encontró y derrotó decisivamente a Shuttarna II, el rey de Mitanni en la batalla, haciendo de Asiria una vez más una potencia imperial a expensas no solo de los mismos mitanios, sino también de la Babilonia casita, los hurritas y los hititas; y llegó un momento en que el rey casita en Babilonia, Burna Buriash II se alegró de casarse con Muballiṭat-Šērūa, la hija de Ashur-uballit, cuyas cartas a Akhenaton de Egipto forman parte de las cartas de Amarna.
Este matrimonio llevó a resultados desastrosos para Babilonia, ya que la facción Casita en la corte asesinó al medio rey asirio de Babilonia y colocó a un pretendiente en el trono. Assur-uballit Inmediatamente invadió Babilonia para vengar a su yerno, entrando en Babilonia, deponiendo al rey e instalando a Kurigalzu II, miembro de la familia real asiria como rey.
Ashur-uballit I posteriormente atacó y derrotó a Mattiwaza, rey de Mitanni, pese a los intentos del rey hitita Suppiluliuma I, ahora temeroso de aumentar el poder asirio, para ayudar a los mitanni. Las tierras de los mitanios y los hurritas se apropiaron debidamente de Asiria, convirtiéndola en un gran y poderoso imperio.

### Reinado de Enlil-nirari
Enlil-nirari (1329-1308 aC) sucedió a Ashur-uballit I. Se describió a sí mismo como un "Gran Rey" ( Sharru rabû ) en cartas a los reyes hititas. Inmediatamente fue atacado por Kurigalzu II de Babilonia quien había sido instalado por su padre, pero tuvo éxito en derrotarlo, repeliendo los intentos babilónicos de invadir Asiria, contraatacar y apropiarse del territorio babilónico en el proceso, expandiendo así más a Asiria.

### Reinado de Arik-den-ili
El sucesor de Enlil-nirari, Arik-den-ili (c.1307-1296 aC), consolidó el poder asirio, y con éxito hizo campaña en las montañas Zagros al este, subyugando a los Lullubi y los Gutianos. En Siria, derrotó a las tribus semitas del llamado grupo Ahlamu, que posiblemente fueron predecesores de los arameos o una tribu aramea.

### Adad-nirari I
Fue seguido por Adad-nirari I (1295-1275 aC) quien hizo de Kalhu (Bíblica Calah / Nimrud ) su capital, y continuó la expansión hacia el noroeste, principalmente a expensas de los hititas y hurritas, conquistando territorios hititas como Carquemis y más allá. Luego se mudó al noreste de Asia Menor, conquistando Shupria. Adad-nirari Logré más ganancias en el sur, anexioné el territorio babilónico y obligué a los gobernantes casitas de Babilonia a aceptar un nuevo acuerdo fronterizo a favor de Asiria.
Las inscripciones de Adad-nirari son más detalladas que cualquiera de sus predecesores. Él declara que los dioses de Mesopotamia lo llamaron a la guerra, una declaración utilizada por la mayoría de los reyes asirios subsiguientes. Se refirió de nuevo a sí mismo como Sharru Rabi (que significa "El Gran Rey" en el idioma acadio) y realizó extensos proyectos de construcción en Ashur y las provincias.

### Salmanasar I
En 1274 aC, Salmanasar I (1274-1244 aC) ascendió al trono. Él demostró ser un gran rey guerrero. Durante su reinado, conquistó el reino hurrita de Urartu que habría abarcado la mayor parte de Anatolia oriental y las montañas del Cáucaso en el siglo IX a. C., y los fieros gitanos de los Zagros. Luego atacó a los Mitanni-Hurrianos, derrotando tanto al Rey Shattuara II como a sus aliados hititas y arameos, y finalmente destruyó por completo el reino Hurrita de Mitanni en el proceso.
Durante la campaña contra los hititas, Shattuara cortó al ejército asirio de su suministro de alimentos y agua, pero los asirios se liberaron en una batalla desesperada, contraatacaron, conquistaron y anexaron lo que quedaba del reino de Mitanni. Salmanasar I instaló un príncipe asirio, Ilu-ippada como gobernante de Mitanni, con gobernadores asirios como Meli-sah, instalado para gobernar ciudades individuales.
Los hititas, después de haber fallado en salvar a Mitanni, se aliaron con Babilonia en una fallida guerra económica contra Asiria por muchos años. Asiria era ahora un imperio grande y poderoso, y una gran amenaza para los intereses egipcios e hititas en la región, y tal vez fue la razón por la cual estos dos poderes, temerosos del poder asirio, hicieron las paces entre ellos. Al igual que su padre, Salmanasar fue un gran constructor y expandió aún más la ciudad de Kalhu en la unión de los ríos Tigris y Zab.

### Reinado de Tukulti-Ninurta I
El hijo y sucesor de Salmanasar, Tukulti-Ninurta I (1244-1207 aC), obtuvo una gran victoria contra los hititas y su rey Tudhaliya IV en la Batalla de Nihriya, tomando miles de prisioneros. Luego,  conquistó Babilonia, apresando a Kashtiliash IV y gobernó como rey durante siete año con el antiguo título de "Rey de Sumer y Akkad" utilizado por primera vez por Sargón de Akkad. Tukulti-Ninurta I se convirtió en el primer nativo de habla acadia de Mesopotamia en gobernar el estado de Babilonia. Sus fundadores habían sido Amorreos, extranjeros, sucedidos por kasitas, igualmente extranjeros.
Tukulti-Ninurta presentó una solicitud al dios Shamash antes de comenzar su contraofensiva.
Kashtiliash IV fue capturado sin ayuda de nadie, por Tukulti-Ninurta según su relato, quien "pisó con sus pies sobre su señorial cuello como si fuera un escabel"  y lo deportó ignominiosamente encadenado a Asiria. Los asirios victoriosos derribaron los muros de Babilonia, masacraron a muchos de los habitantes, saquearon su camino a través de la ciudad hasta el templo de Esagila, donde se festejó con la estatua de Marduk. Luego se proclamó a sí mismo "rey de Karduniash, rey de Sumer y Akkad, rey de Sippar y Babilonia, rey de Tilmun y Meluhha". Textos del Medio asirio recuperados en el antiguo Dūr-Katlimmu, incluyen una carta de Tukulti-Ninurta a su sukkal rabi'u, o gran visir, Ashur-iddin aconsejándole sobre la aproximación de su general Shulman-mushabshu escoltando al cautivo Kashtiliash, su esposa, y su séquito que incorporaron a un gran número de mujeres, en su camino al exilio después de su derrota. En el proceso, derrotó a los elamitas, quienes habían codiciado Babilonia. También escribió un poema épico que documenta sus guerras contra Babilonia y Elam. Después de una revuelta babilónica, asaltó y saqueó los templos en Babilonia, considerado como un acto de sacrilegio. A medida que las relaciones con el sacerdocio en Ashur comenzaron a deteriorarse, Tukulti-Ninurta construyó una nueva ciudad capital; Kar-Tukulti-Ninurta.
Varios historiadores, incluido Julian Jaynes, identifican a Tukulti-Ninurta I y sus obras como el origen histórico del personaje bíblico de Nimrod en el Antiguo Testamento.
Sin embargo, los hijos de Tukulti-Ninurta se rebelaron y sitiaron al anciano rey en su capital. Fue asesinado y luego sucedido por Ashur-nadin-apli (1206-1203 aC), quien dejó el gobierno de su imperio a los gobernadores regionales asirios como Adad-bēl-gabbe.
Seguidamente, sobrevino sobre Asiria un periodo de inestabilidsd con periodos de lucha interna ; el nuevo rey solo hizo intentos simbólicos y fallidos de recapturar Babilonia, cuyos reyes casitas habían aprovechado los levantamientos en Asiria y se habían liberado del dominio asirio. Sin embargo, Asiria no fue amenazada por potencias extranjeras durante los reinados de Ashur-nirari III (1202-1197 aC), Enlil-kudurri-usur (1196-1193 aC) y Ninurta-apal-Ekur (1192-1180 aC), aunque Ninurta-apal-Ekur usurpó el trono de Enlil-kudurri-usur.

### Reinado de Ashur-Dan I
Ashur-Dan I (1179-1133 aC) estabilizó los disturbios internos en Asiria durante su reinado inusualmente largo, sofocando la inestabilidad. Durante los últimos años de la dinastía Kasita en Babilonia,  registra que se apoderó del norte de Babilonia, incluidas las ciudades de Zaban, Irriya y Ugar-sallu durante los reinados de Marduk-apla-iddina I y Zababa-shuma-iddin, saqueándolos y "llevándose su vasto botín a Asiria". Sin embargo, la conquista del norte de Babilonia llevó a Asiria a un conflicto directo con Elam, que se había llevado el resto de Babilonia. Los poderosos elamitas, bajo el rey Shutruk-Nahhunte, recién sacados de Babilonia, entraron en una guerra prolongada con Asiria, tomaron brevemente la ciudad asiria de Arrapkha, que Ashur-Dan retomó luego, derrotando finalmente a los elamitas y forzando un tratado sobre ellos. en el proceso.
Otro breve período de agitación interna siguió a la muerte de Ashur-Dan I cuando su hijo y sucesor Ninurta-tukulti-Ashur (1133 aC) fue depuesto en su primer año de gobierno por su propio hermano Mutakkil-Nusku y obligado a huir a Babilonia. Mutakkil-Nusku mismo murió en el mismo año (1133 aC).
Un tercer hermano, Ashur-resh-ishi I (1133-1116 aC) tomó el trono. Esto conduciría a un período renovado de expansión e imperio asirio. Cuando el imperio hitita colapsó por la embestida de los frigios indoeuropeos (llamados Mushki en los anales asirios), Babilonia y Asiria comenzaron a competir por las regiones arameas (en la actual Siria), anteriormente bajo el control firme de los hititas. Cuando sus fuerzas se encontraron en esta región, el rey asirio Ashur-resh-ishi se encontró y derrotó a Nabucodonosor I de Babilonia en varias ocasiones. Asiria luego invadió y anexó tierras controladas por los hititas en Asia Menor, Aram (Siria), y Gutians y Kassite regiones en los Zagros, marcando un aumento en la expansión imperial.

### Tiglath-Pileser I
Tiglath-Pileser I (1115-1077 a. C.), compite con Shamshi-Adad I y Ashur-uballit I entre los historiadores por ser considerado como el fundador del primer imperio asirio. Hijo de Ashur-resh-ishi I, ascendió al trono después de la muerte de su padre, y se convirtió en uno de los más grandes conquistadores asirios durante su reinado de 38 años.
Su primera campaña en 1112 aC fue contra los frigios que habían intentado ocupar ciertos distritos asirios en la región del Alto Éufrates de Asia Menor; después de derrotar y expulsar a los frigios, invadió los reinos Luvianos de Comagene, Cilicia y Capadocia en el oeste de Asia Menor, y expulsó a los Neo-hititas de la provincia asiria de Subartu, al noreste de Malatia.
En una campaña posterior, las fuerzas asirias penetraron en Urartu, en las montañas al sur del lago Van y luego giraron hacia el oeste para recibir la sumisión de Malatia. En su quinto año, Tiglath-Pileser atacó nuevamente a Comagene, Cilicia y Capadocia, y colocó un registro de sus victorias grabadas en placas de cobre en una fortaleza que construyó para asegurar sus conquistas de Anatolia.
Los arameos del norte y centro de Siria fueron los próximos objetivos del rey asirio, que se abrió camino hasta las fuentes del Tigris. El control del camino alto hacia el Mediterráneo fue asegurado por la posesión de la ciudad hitita de Pitru  en el cruce entre el Éufrates y Sajur; desde allí procedió a conquistar las ciudades-estados cananeas / fenicias de Byblos, Tiro, Sidón, Simira, Berytus (Beirut), Aradus y finalmente Arvad, donde se embarcó en un barco para navegar el Mediterráneo, donde mató a un nahiru o "mar". -horse "(que Adolph Leo Oppenheim traduce como un narval ) en el mar. Era apasionado de la caza y también fue un gran constructor. El punto de vista general es que la restauración del templo de los dioses Ashur y Hadad en la capital asiria de Assur (Ashur) fue una de sus iniciativas.
También invadió y derrotó a Babilonia dos veces, asumiendo el antiguo título de "Rey de Sumer y Akkad", forzando el tributo de Babilonia, aunque en realidad no destituyó al rey real en Babilonia, donde la antigua dinastía Kasita había sucumbido a una Elamite uno.
Fue sucedido por Asharid-apal-Ekur (1076-1074 aC), que reinó solo dos años. Su reinado marcó la elevación del cargo de ummânu (escriba real) en importancia.

### Reinado de Ashur-bel-kala
Ashur-bel-kala (1073-1056 aC) mantuvo al vasto imperio unido, haciendo una campaña exitosa contra Urartu y Frigia al norte y los arameos al oeste. Mantuvo relaciones amistosas con Marduk-shapik-zeri de Babilonia, sin embargo, tras la muerte de ese rey, invadió Babilonia y depuso al nuevo gobernante Kadašman-Buriaš, nombrando a Adad-apla-iddina como su vasallo en Babilonia. 
Él construyó algunos de los primeros ejemplos de jardines zoológicos y jardines botánicos en Ashur, recolectando todo tipo de animales y plantas de su imperio, y recibiendo una colección de animales exóticos como tributos de Egipto. También fue un gran cazador, describiendo sus hazañas "en la ciudad de Araziqu que está antes de la tierra de Hatti y al pie del Monte Líbano ". Estos lugares muestran que bien en su reinado, Asiria aún controlaba un vasto imperio.
A fines de su reinado, el Imperio Asirio Medio estalló en una guerra civil, cuando una rebelión fue orquestada por Tukulti-Mer, un pretendiente al trono de Asiria. Ashur-bel-kala finalmente aplastó a Tukulti-Mer y sus aliados, sin embargo, la guerra civil en Asiria permitió que hordas de arameños aprovecharan la situación, y presionaron sobre el territorio asirio controlado desde el oeste. Ashur-bel-kala los contraatacó, y conquistó hasta Carquemis y la fuente del Río Jabur, pero al final de su reinado muchas de las áreas de Siria y Fenicia-Canaán al oeste de estas regiones hasta el Mediterráneo, anteriormente bajo un firme control asirio, fueron finalmente perdidos por el Imperio Asirio.

## Asiria durante el colapso de la Edad del Bronce, 1055-936 aC
El colapso de la Edad del Bronce , desde el año 1200 aC hasta el 900 aC, fue una época oscura para todo el Próximo Oriente, África del Norte, Asia Menor, el Cáucaso, el Mediterráneo y los Balcanes, con grandes agitaciones y movimientos masivos de personas.
Asiria y su imperio no se vieron indebidamente afectados por estos acontecimientos tumultuosos durante 150 años;  tal vez fuera  el único poder antiguo que no lo fue. Sin embargo, después de la muerte de Ashur-bel-kala en 1056 a. C., Asiria entró en una decadencia relativa durante los próximos 100 o más años. El imperio se redujo significativamente y hacia el 1020 a. C., Asiria parece haber controlado solo áreas cercanas , esenciales para mantener abiertas las rutas comerciales en el este de Aramea, el sudeste de Asia Menor, Mesopotamia central y el noroeste de Irán.
Los nuevos pueblos semíticos occidentales, como los arameos, los caldeos y los suteos, se trasladaron a zonas al oeste y al sur de Asiria, incluida la invasión de gran parte de Babilonia al sur. Los pueblos iraníes de habla indoeuropea, como los medos, los persas y los partos, se trasladaron a las tierras al este de Asiria, desplazando a los nativos de Gutia y presionando a Elam y Mannea (que eran antiguas civilizaciones no indoeuropeas de Irán). Al norte, los frigios invadieron a los hititas, y un nuevo estado hurrita llamado Urartu surgió en el este de Anatolia y el Cáucaso. Cimmerios, Colcios (georgianos) y escitas estaban asentados junto al Mar Negro y la zona del Cáucaso. Egipto estaba dividido y en desorden. Los israelitas luchaban contra otros pueblos semitas cananeos, como los amalecitas, los moabitas, los edomitas y los amonitas, y contra los filisteos (que probablemente eran uno de los llamados pueblos del mar) para el control del sur de Canaán.
A pesar de la aparente debilidad de Asiria en comparación con su antiguo poder, en el fondo, de hecho, seguía siendo una nación sólida y bien defendida cuyos guerreros eran los mejores del mundo. Asiria, con su monarquía estable, ejército poderoso y fronteras seguras estaba en una posición más fuerte durante este tiempo que rivales potenciales como Egipto, Babilonia, Elam, Frigia, Urartu, Persia y los medios. Reyes como Ashur-bel-kala, Eriba-Adad II, Ashur-rabi II, Ashurnasirpal I, Tiglat-Pileser II y Ashur-Dan II defendieron con éxito las fronteras de Asiria y mantuvieron la estabilidad durante este tiempo tumultuoso.

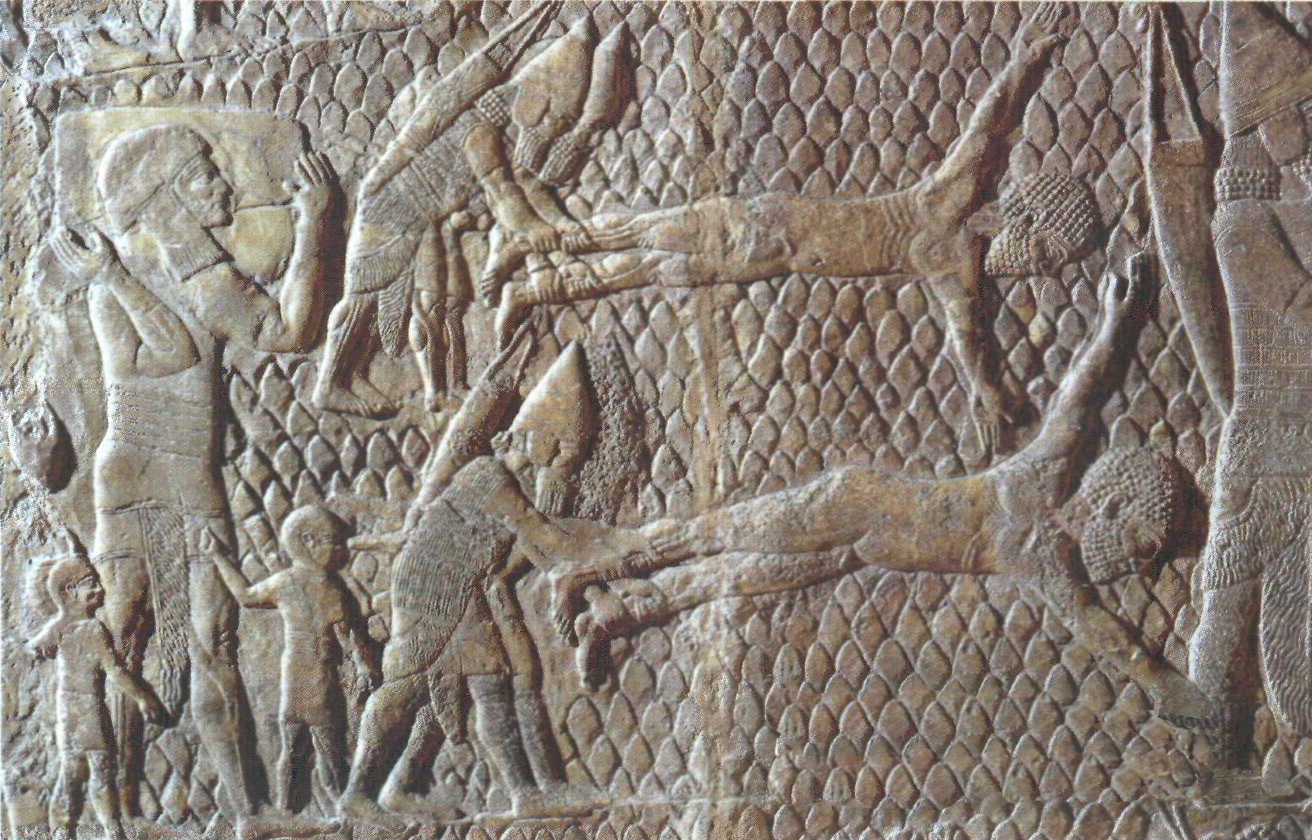
Asirios desollando o desollando vivos a sus prisioneros

Los reyes asirios durante este período parecen haber adoptado una política de mantenimiento y defensa de una nación compacta, segura y de colonias satélites que la rodean, y la intercalaron con incursiones punitivas esporádicas e invasiones de territorios vecinos cuando surgió la necesidad.
Eriba-Adad II gobernó durante solo dos años, y en ese tiempo continuó haciendo campaña contra los arameos y neo-hititas antes de que fuera depuesto por su anciano tío Shamshi-Adad IV (1053-1050 aC), quien parece haber tenido un reinado sin incidentes. Asurnasirpal I (1049-1031 a. C.) lo sucedió, y durante su reinado continuó su campaña sin fin contra los arameos del oeste. Asiria también fue afligida por el hambre durante este período. Shalmaneser II (1030-1019 aC) parece haber perdido territorio en el Levante para los arameos, que también parecen haber ocupado Nairi en el sureste de Asia Menor, hasta el momento una colonia asiria.
Ashur-nirari IV tomó el trono en 1018 a. C., y capturó la ciudad babilónica de Atlila de Simbar-Shipak y continuó las campañas asirias contra los arameos. Finalmente fue depuesto por su tío Ashur-rabi II en 1013 aC
Durante el reinado de Ashur-rabi II (1013-972 aC) las tribus arameas tomaron las ciudades de Pitru y Mutkinu (que habían sido tomadas y colonizadas por Tiglat Pileser I). Este evento mostró hasta qué punto Asiria podía afirmarse militarmente cuando surgió la necesidad. El rey asirio atacó a los arameos, se abrió camino hacia el lejano Mediterráneo y construyó una estela en el área del Monte Atalur. [12]
Assur-resh-ishi II (971-968 aC) con toda probabilidad un hombre bastante anciano debido a la duración del reinado de su padre, tuvo un período de gobierno en gran parte sin incidentes, se ocupó de defender las fronteras de Asiria y de llevar a cabo varios proyectos de reconstrucción dentro de Asiria.
Tiglatpileser II (967-936 aC) lo sucedió y reinó durante 28 años. Mantuvo las políticas de sus predecesores recientes, pero parece haber tenido un reinado sin incidentes.

## Sociedad en el período asirio medio

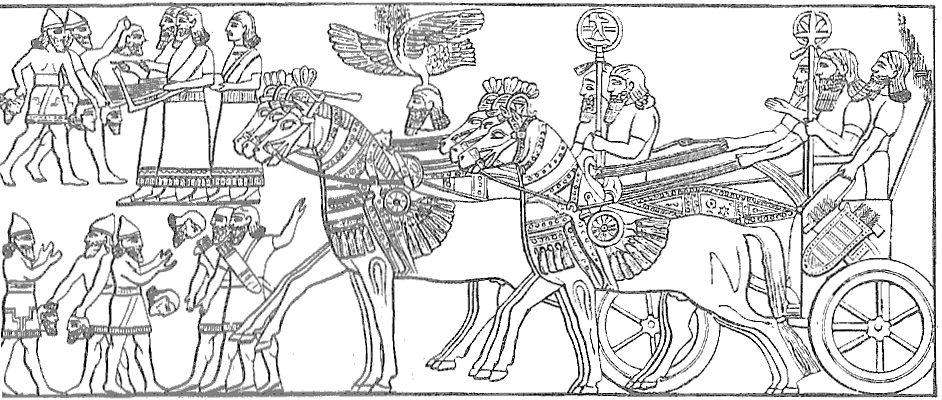
Las tropas asirias regresan después de la victoria.

Asiria tuvo dificultades para mantener abiertas las rutas comerciales. A diferencia de la situación en el antiguo período asirio, el comercio de metal de Anatolia estaba dominado por los hititas y los hurritas. Estas personas ahora controlaban los puertos del Mediterráneo, mientras que los kasitas controlaban la ruta del río hacia el sur hasta el Golfo Pérsico.
El reino del Medio Asirio estaba bien organizado, y en el firme control del rey, que también funcionaba como el sumo sacerdote de Ashur, el dios del estado. Tenía ciertas obligaciones que cumplir en el culto, y tenía que proporcionar recursos para los templos. El sacerdocio se convirtió en una gran potencia en la sociedad asiria. Se cree que los conflictos con el sacerdocio estuvieron detrás del asesinato del rey Tukulti-Ninurta I.
Las principales ciudades asirias del período medio fueron Ashur, Kalhu ( Nimrud ) y Nínive, todas situadas en el valle del río Tigris. Al final de la Edad del Bronce, Nínive era mucho más pequeña que Babilonia, pero todavía era una de las principales ciudades del mundo (población de 33,000). Hacia el final del período Neo-Asirio, había crecido a una población de 120,000, y era posiblemente la ciudad más grande del mundo en ese momento.

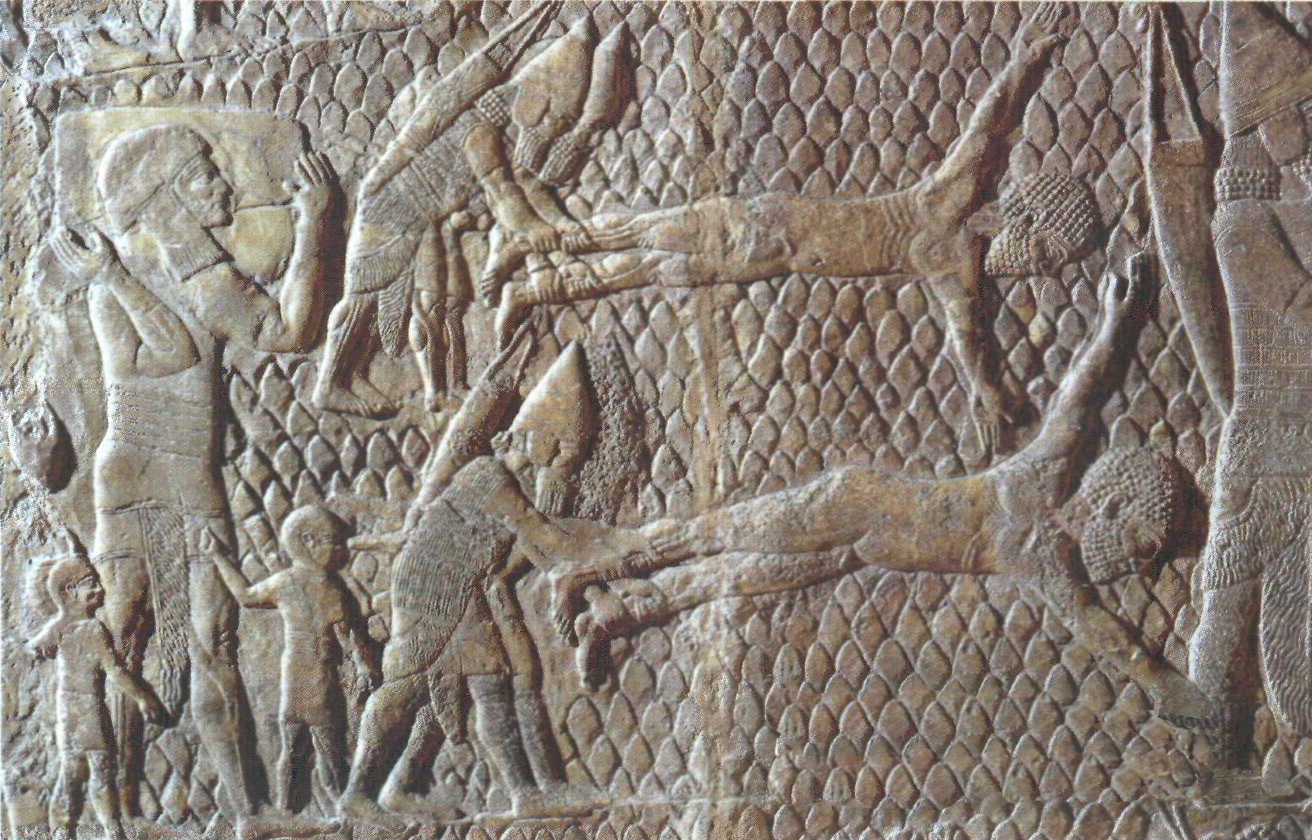
Asirios desollando o desollando vivos a sus prisioneros

El Período Asirio Medio está marcado por las largas guerras libradas durante este período que ayudaron a construir Asiria en una sociedad guerrera. El rey dependía tanto de la clase ciudadana como de los sacerdotes en su capital, y de la nobleza terrateniente que suministraba los caballos que necesitaban los militares de Asiria. Documentos y cartas ilustran la importancia de este último para la sociedad asiria. Asiria necesitaba menos riego artificial que Babilonia, y la cría de caballos era extensa. Se han encontrado porciones de textos elaborados sobre el cuidado y entrenamiento de ellos. El comercio se llevó a cabo en todas las direcciones. El país de montaña al norte y al oeste de Asiria era una fuente importante de mineral de metal, así como de madera. Los factores económicos eran un casus belli común.
La arquitectura asiria, al igual que la de Babilonia, fue influenciada por los estilos sumero-acadios (y hasta cierto punto por Mitanni), pero al principio desarrolló su propio estilo distintivo. Los palacios lucían coloridas decoraciones de pared y el corte de focas (un arte aprendido de Mittani) se desarrolló rápidamente. Las escuelas para escribas enseñaban los dialectos de Akkadian, tanto de Babilonia como de Asiria, y las obras literarias sumerias y acadias a menudo se copiaban con un sabor asirio. El dialecto asirio de Akkadian se usó en textos legales, oficiales, religiosos y prácticos, como medicina o instrucciones sobre la fabricación de artículos. Durante los siglos XIII al X, los cuentos ilustrados aparecieron como una nueva forma de arte: una serie continua de imágenes talladas en estelas de piedra cuadradas. Algo así como una reminiscencia de un cómic, estos eventos muestran como la guerra o la caza, colocados en orden desde la esquina superior izquierda a la esquina inferior derecha de la estela con leyendas escritas debajo de ellos. Estos y los excelentes sellos cortados muestran que el arte asirio estaba comenzando a superar el de Babilonia. La arquitectura vio la introducción de un nuevo estilo de ziggurat, con dos torres y coloridos azulejos esmaltados.